# 人中之龍7外傳 英雄無名
《人中之龍7外傳 英雄無名》（香港和台湾官方译为，中国大陆官方译为）是SEGA開發及發行的動作冒險遊戲，為《人中之龍系列》外傳遊戲，故事延續2016年遊戲《人中之龍6 生命詩篇。》。遊戲預定於2023年11月9日在Microsoft Windows、PlayStation 4、PlayStation 5、Xbox One和Xbox Series X/S發售。

## 概要
本作是時序列存在於《人中之龍6》以及《人中之龍7》之間的作品，並解釋了隱姓埋名的桐生一馬為何會在7代中出現，並幫助主角春日一番。
作為主要客串角色、分別有演員本宮泰風、山口祥行、歌手初夏優香、以及模特兒金材昱演出。另外、本作事先舉辦的「女公關選秀會」的5名合格者也會在遊戲中登場。
本宮、山口也在與本作相同的黑道題材電視劇《日本統一》中，擔任雙主角。然後、雖然沒有說明有與日本統一聯名合作、但從本宮飾演的獅子堂是“無法無天者”、山口扮演的鶴野則是“智力擔當”、剛好都各自逆向對應他們在日本統一的角色個性。
初夏優香則是祕密地瞞著經紀公司參加續集《人中之龍8》的「女公關選秀會」。但在舉辦選秀時、事務所就已經在優香不知道的情況下收到演出本作的邀請、讓她也因此從選秀會中落選。
本編是系列作中不會出現東京神室町的作品、主要舞台在大阪蒼天掘、以及橫濱伊勢佐木異人町（開放一小部分）。然後、本作在《8》開發時就已經開始企劃、收錄也是本作之後進行。

## 故事大綱
經過《人中之龍6 生命詩篇。》的事件後，為了保護自己身旁重視的親友們而與政府交換條件並偽裝自己已經死亡的桐生一馬，加入了過去曾作為白手套並暗中活躍的神秘組織「大道寺一派」，並隱居在大道寺出家修行，法號為“淨龍”，同時他也成為一名特務，且不時被指派去執行相關任務。原本桐生希望自己仍然在世的事情能這樣被隱瞞起來不讓他人知道，但某日卻因為被指派一項任務而即將要打破這份寂靜。

## 登場人物
和人中之龍系列作一樣，部分角色的面貌以配音的演員為原型而製作出來。
桐生一馬／淨龍（聲優：黑田崇矢）
前東城會第4代會長。偽裝自己已經死亡，並捨棄自己的過去以及名字的前傳說黑道。
獅子堂康生（聲優及演出：本宮泰風）
第八代近江聯盟直系渡瀨組若頭輔佐。渡瀨組的王牌
鶴野裕樹（聲優及演出：山口祥行）
第八代近江聯盟直系渡瀨組若頭。對渡瀨相當忠誠。
赤目（聲優及演出：初夏優香）
大阪蒼天堀的萬事屋，會承接高風險的委託。驅使街友幫他收集各種蒼天堀的情報，並藉此創立「赤目情報網」。對於蒼天堀的表裡世界都瞭若指掌。
第三代西谷譽（聲優及演出：金材昱）
第八代近江聯盟直屬的武鬥派「鬼仁會」會長。
花輪喜平（聲優：東地宏樹）
大道寺一派的管理者。比起動手更喜歡動口解決事情。
吉村（聲優：鹿糠光明）
善於執行內容粗暴的任務的大道寺一派管理者。以組織為最優先，對於會造成組織風險的人會毫不留情地捨棄。對於不願表示順從的桐生、毫不隱藏他的敵意。從他的言談中、似乎能知道大道寺一派的每個人都知道桐生的過去。
主任（聲優：中博史）
除了知悉是大道寺一派的幹部以外、一切都被謎團包圍並坐著輪椅的老人。對於組織內部有強大的影響力，要求桐生繼續遵守他與大道寺之間的約定。
大道寺住持（聲優：塾一久）
擔任大道寺住持的僧侶。已經遠離塵世，興趣是整天玩“單人圍棋”。是現在桐生少數能夠談得上話的人之一。
實際上是大道寺稔的前會計，與主任似乎也是相識已久的好友。

## 真人酒店小姐選拔
SEGA於2022年11月25日宣布舉辦真人演出酒店小姐選拔，脫穎而出的獲選者可以獲得《人中之龍7外傳 英雄無名》的遊戲軟體與酒店小姐演出權。而選拔冠軍除了能獲得《人中之龍7外傳 英雄無名》的遊戲軟體與酒店小姐演出權之外，更可以獲得獎金100萬日圓與《人中之龍8》演出權（未決定角色）。
SEGA於2023年4月27日在節目宣布五名合格者，五名獲選者將可參與演出《人中之龍7外傳 英雄無名》，分別名為女公關亞優（あゆ）、寫真女星要愛、YouTuber kson、AV女優佐山愛以及女演員中山心（中山こころ）。獲選者不只獲得《人中之龍7外傳 英雄無名》酒店小姐演出權，更將參與遊戲相關的宣傳活動。
SEGA於2023年5月28日在節目宣布選拔冠軍，由kson獲得選拔冠軍。

## 遊戲系統

### 戰鬥方式
本作中，在戰鬥時可以適時切換「應龍」或是「特務」兩種新風格進行遊玩。
「應龍」
是將桐生自系列作以來的豪爽的黑道戰鬥風格加以進化的新風格。
「特務」
則是透過綜合從古至今所有格鬥術的精華的技術系統搭配例如發射鋼絲等特務的裝備，迅速壓制敵人的風格。

## 音樂
- 主題曲：野田洋次郎（RADWIMPS）X J.I.D（Destin Choice Route）「片刻」

## 遊戲主要用語
大道寺一派
《6》中登場，為在日本裡社會中執牛耳的調停者・大道寺稔私下擁有的秘密組織。
城堡
漂流在人煙罕至的海域的巨型貨物船。如同名字一樣，聳立著模仿大阪城而建立的城堡。船上也設立有酒店、賭場、鬥技場等非法娛樂設施。

## 遊戲舞台
橫濱伊勢佐木異人町
以橫濱市伊勢佐木町為原型的街道。該城鎮位於大道寺企圖偷渡金塊的橫濱港附近。
大阪蒼天堀
以大阪市道頓堀為原型的街道。位於近江聯盟的支配的地區。

## 外部連結
- 官方网站